# Ulrich Wessel
Ulrich Wessel (Bielefeld, 9 januari 1946 - Stockholm, 25 april 1975) was een lid van de Rote Armee Fraktion.

## Levensloop
Wessel was afkomstig uit een familie uit de betere kringen in het Duitse Bielefeld. Op 24 april 1975 nam hij deel aan een actie van het Kommando Holger Meins, de gijzeling in de West-Duitse ambassade in de Zweedse hoofdstad Stockholm. Wessel kwam om het leven toen door de RAF geplaatste explosieven per ongeluk tot ontploffing kwamen. 
In mei van dat jaar werd hij begraven op het Johannisfriedhof in Bielefeld. 
Het RAF-commando dat in 1991 verantwoordelijk was voor de moord op Duitse politicus en directeur van de Treuhandanstalt, Detlev Karsten Rohwedder, gaf zich de naam Ulrich Wessel.